# Schaakclub Utrecht
Schaakclub Utrecht, afgekort tot SC Utrecht, was een schaakvereniging in Utrecht die werd opgericht in 1886. De club werd tweevoudig clubkampioen van Nederland. In 2016 fuseerde de club met Schaakclub Oud Zuylen tot Oud Zuylen Utrecht.

## Geschiedenis
De club werd opgericht op 5 oktober 1886. De reden voor de oprichting was de afwezigheid van schaakclubs in Utrecht, die was ontstaan door de opheffing van Utrechtsche Schaakvereeniging.
De eerste clubkampioen was Adolf Georg Olland, die ook in de decennia na de oprichting zich regelmatig wist te kronen tot clubkampioen. Naast Olland waren in de beginjaren onder meer Arnold van Foreest, Dirk van Foreest en Jan Esser lid van de Utrechtse club. 
Schaakclub Utrecht was samen met het Vereenigd Amsterdamsch Schaakgenootschap, de Amsterdamsche Schaakclub, Discendo Discimus en de Nieuwe Rotterdamsche Schaakvereeniging de stichtende leden van de Eerste klasse van de KNSB-competitie, die vanaf 1920 een aanvang nam. In het eerste seizoen van de Eerste Klasse werd SC Utrecht direct tweede. Vrijwel de gehele periode dat de Utrechtse club bestond deed zij mee op het hoogste Nederlandse schaakniveau. 

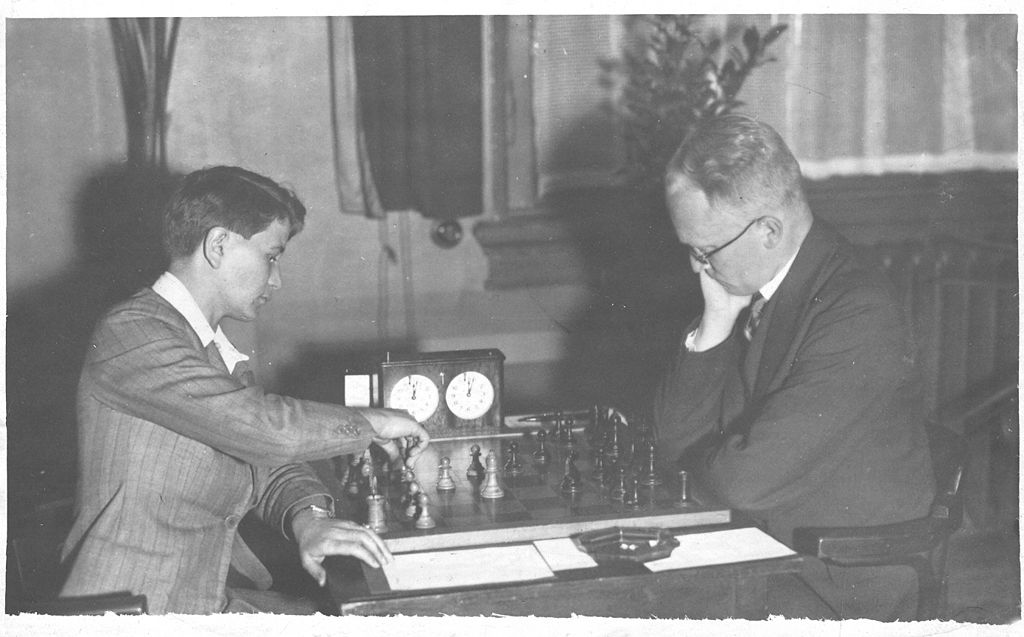
Partij van Sonja Graf tegen P.W. Meijlink bij de Schaakclub Utrecht, 1936

In 1923 speelde SC Utrecht een vriendschappelijke wedstrijd tegen Hastings & St Leonards Chess Club. Drie jaar later organiseerde de club het Nederlands kampioenschap schaken 1926, dat gewonnen werd door Max Euwe. In de jaren dertig werd de club werd bezocht door onder meer Vera Menchik en Sonja Graf. 
In het seizoen 1945/1946 won de club de landstitel door regiokampioen te worden in Groep Centrum, en in de finaleronde het Haarlemsch Schaakgezelschap en het Leidsch Schaakgenootschap te verslaan. De selectie bestond destijds uit Eduard Spanjaard, Henk van Steenis, Jaap Muilwijk, George Willem van Vloten, Gerard Wessels, A. den Hartoog, Jan Visser, A.K.G. Reurslag en G.J.M. Hofsommer.
In het seizoen 1957/58 degradeerde SC Utrecht uit de Hoofdklasse. Er brak toen een mindere periode van de club aan, gepaard met het vertrek van dragende spelers. 
In 1961 organiseerde de club het PAM-toernooi. De club promoveerde halverwege de jaren 60 naar de Hoofdklasse, degradeerde in 1968 om in 1970 weer terug te keren naar de Hoofdklasse. SC Utrecht won de tweede competitietitel in haar geschiedenis in het seizoen 1970/1971. Het team bestond destijds uit Lodewijk Prins, Arend van Oosten, Gerard Verholt, Maarten Etmans, Bert Kieboom, Eduard Spanjaard, J. van Kleef, Hans Duistermaat, J. van der Pol, Jacob Perrenet, Henk Knipscheer en P. de Haan.
Aan het eind van de jaren 1970 werd het Centrum voor Informatieverwerking (CVI) sponsor van de club. Met het sponsorgeld wist de club bekende spelers als Genna Sosonko, Gert Ligterink, Kick Langeweg, Cornelis van Wijgerden en Leonard Hofland aan de selectie toe te voegen. In het seizoen 1981/82 eindigde SC Utrecht als derde in de competitie. Na dit seizoen verloor de club de steun van haar sponsor en degradeerde uit de competitie in het seizoen 1983/84. Het team wist in de jaren daarna soms weer terug te keren op het hoogste niveau, maar degradeerde meestal weer snel.
Van 2007 t/m 2009 deed de club drie jaar op rij mee met de European Club Cup. De hoogste klassering werd gehaald in 2009 (19e).
In het Meesterklasse-seizoen 2009/10 eindigde SC Utrecht als tweede in de ranglijst, waarbij alleen werd verloren van landskampioen HSG. Het team bestond destijds onder meer uit: Robin Swinkels, Martijn Dambacher, Benjamin Bok en Marlies Bensdorp . Van 2011 tot en met 2015 eindigde de club als zesde in de Meesterklasse, en degradeerde in 2016.
In 2016 fuseerde de club met Schaakclub Oud Zuylen en hield toen op te bestaan.